# Cellule germinale primordiale
 (octobre 2012).
Si vous disposez d'ouvrages ou d'articles de référence ou si vous connaissez des sites web de qualité traitant du thème abordé ici, merci de compléter l'article en donnant les références utiles à sa vérifiabilité et en les liant à la section « Notes et références ».
Les cellules germinales primordiales (ou gonocytes primordiaux) sont des cellules d'origine épiblastique qui migrent vers le cœlome extra-embryonnaire. Ceci permet d'éviter la méthylation de l'ADN et ainsi de préserver la multipotence.
Souris J6, la protéine Bmp4, sécrétée par l’ectoderme extra-embryonnaire, différencierait les cellules de l’épiblaste proche de l’ectoderme extra-embryonnaire, en cellules du mésoderme extra-embryonnaire. Elles expriment les marqueurs des cellules souches embryonnaire : gènes phosphatase alcaline, SSEA-1, F9, EMA-1, Oct4 et Stella. J6,5, lors de la gastrulation, ces cellules du mésoderme extra-embryonnaire migrent par la partie postérieure de la ligne primitive. J7,2, la diffusion de Bmp2 de l’endoderme extra-embryonnaire et des BMP 8b de l’ectoderme extra-embryonnaire et de BMP 4 du mésoderme extra-embryonnaire différencieraient des cellules du mésoderme extra-embryonnaire en cellules progénitrices des cellules germinales, les autres donneront, notamment, l’allantoïde. La survie et la localisation de ces PGC dépendraient de Bmp4 synthétisée par le mésoderme extra-embryonnaire. Ces PCG migrent dans l’allantoïde, les endodermes primitif et définitif. Puis, en devenant l’endoderme de la paroi de l’intestin postérieur, l’endoderme viscéral approche ces PCG des crêtes génitales. Et ces PCG migrent activement dans le mésentère dorsal et rejoignent les ébauches gonadiques. Celles-ci se forment, entre le mésonéphros et le mésentère dorsal, par la prolifération de l’épithélium cœlomique et la condensation du mésenchyme sous-jacent de chaque côté de la ligne médiane. L'effet chimio-attractant des gonades à 10,5 jours favoriserait cette migration. Pour plus de détails consulter : Machev N, Fuhrmann G, Viville S. Ontogenèse des cellules germinales primordiales. Med Sci, Volume 20, Number 12, Décembre 2004,1091 - 1095
Pendant la 5e semaine de développement, les cellules germinales primordiales se multiplient et migrent activement vers la partie de l'épithélium du cœlome intra-embryonnaire couvrant/constituant la crête génitale (située en regard à peu près de ce qui sera la 10e vertèbre thoracique (T10)).
Les cellules germinales primordiales se différencient ensuite en cellules germinales mâles (spermatogonies) ou femelles (ovogonies).